# Saison 2014-2015 du FC Bâle
Chronologie
Saison précédente Saison suivante
Le FC Bâle joue pour la saison 2014-2015 en Axpo Super League, la première division suisse.
L'équipe entraînée par le portugais Paulo Sousa est sacrée championne de Suisse à l'issue de la saison avec 78 points, se qualifiant ainsi pour le troisième tour de qualification de la Ligue des champions de l'UEFA 2015-2016. Le FC Bâle manque le doublé en perdant en finale de la Coupe de Suisse de football 2014-2015 contre le FC Sion. En Coupe d'Europe, le club est éliminé huitième de finale de la  Ligue des champions par le FC Porto.